# 430 West
430 West est un label discographique indépendant de musique électronique américain, basé à Détroit, dans le Michigan.

## Histoire
430 West est fondé en 1990 par Lawrence Burden, Lenny Burden et Lynell Burden, quelques mois après avoir enregistré leur premier album pour le label Transmat de Derrick Mays. Le 430 West est créé comme un point de vente pour les propres productions des frères Burden (enregistrées sous le nom d'Octave One, Random Noise Generation, Never On Sunday, et Metro D). Plus tard, il est élargi pour accueillir les productions des artistes de musique électronique Jay Denham, Terrence Parker, Eddie Fowlkes, Aux 88, Wild Planet et Gerald Mitchell, entre autres. En 1998, le 430 West devient également label des plus jeunes frères du trio, Lance Burden et Lorne Burden.
Depuis 2000, 430 West fonctionne comme une société de production et une maison de disques, se concentrant à nouveau sur le travail des frères Burden. La société a des relations de distribution, de licence et de promotion en Amérique du Nord, en Europe, au Royaume-Uni et au Japon.

## Discographie partielle
- 4W-100 - Octave One - Octivation EP (12")
- 4W-120 - Random Noise Generation - Falling In Dub (12")
- 4W-125 - Eddie Flashin Fowlkes - Inequality (12")
- 4W-130 - Random Noise Generation - Random Beats and Tracks Vol. I & II (2x12")
- 4W-140 - Vice - Survival Instinct (12")
- 4W-145 - Terrence Parker - TP1 (12")
- 4W-150 - Random Noise Generation - Falling In Dub (The Remixes) (12")
- 4W-155 - Terrence Parker and The D.J.B. - Call My Name (The Remixes) (12")
- 4W-160 - Metro D - In the City (12")
- 4W-165 - Never on Sunday - Day By Day (12")
- 4W-175 - Sight Beyond Sight - Good Stuff (12")
- 4W-180 - Mind Readers - Living My Life Underground (12")
- 4W-291 / UR-015 - Mad Mike and DJ Rolando / Octave One - Aztlan / DayStar Rising (12")